# Bugzilla

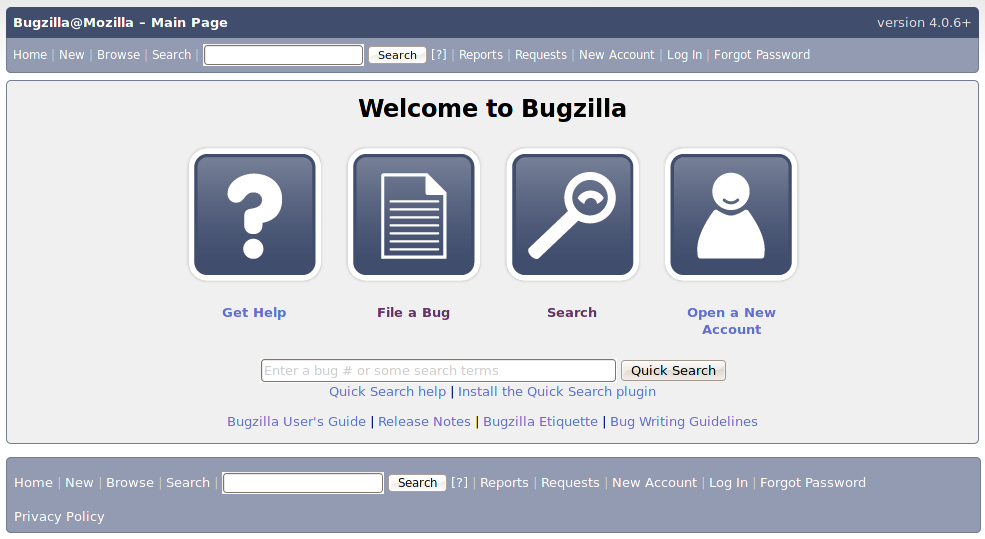
Ekran startowy aplikacji

Bugzilla – oprogramowanie stworzone i używane przez Fundację Mozilla, umożliwiające szybkie tworzenie serwisu internetowego do raportowania błędów w dowolnym oprogramowaniu. Jako wolne i otwarte oprogramowanie Bugzilla może być i jest używana w wielu projektach, zarówno otwartych jak i komercyjnych.
Pojęcie błędu w macierzystym projekcie Bugzilla Mozilli jest rozszerzone w stosunku do jego potocznego rozumienia, to znaczy obejmuje także wszelkie sugestie dotyczące rozwoju oprogramowania, czyli brakujących funkcjonalności czy udogodnień dla użytkownika. Programista czy też osoba zajmująca się obsługą Bugzilli może jednak uznać, że dane zgłoszenie nie jest błędem i odpowiednio ustawić jego status.
Błędy w tym systemie zazwyczaj mogą być zgłaszane przez każdego i po wstępnym rozpoznaniu mogą być przydzielane do odpowiedniego programisty odpowiedzialnego za naprawienie błędu. Użytkownicy serwisu mają też możliwość wysyłania dodatkowych komentarzy oraz załączników do danego zgłoszenia. W trakcie pracy nad błędem zgłoszeniu można nadawać różne statusy pośrednie oraz te oznaczające zakończenie pracę nad nim. Dopuszcza się także możliwość ponownego otwarcia błędu poprzez zmianę jego statusu.
Do listopada 2014 r. była stosowana przez fundację Wikimedia Foundation (została zastąpiona przez Phabricatora).

## Wymagania systemowe
Wersja 2.22.1 Bugzilli wymaga następujących podstawowych składników:
1. Serwer internetowy z obsługą CGI (zalecany jest Apache w wersji 1.3.x lub 2.x).
2. Serwer baz danych MySQL (4.0.14 lub nowszy) lub PostgreSQL (7.3.x lub nowszy)
3. Perl (5.6.1 lub nowszy) zawierający moduły:
  - wymagane (podstawowe):
    - AppConfig (1.52)
    - CGI (2.93)
    - Data::Dumper (dowolny)
    - Date::Format (2.21)
    - DBI (1.38)
    - DBD::mysql (2.9003) gdy używany jest MySQL
    - DBD::Pg (1.31) gdy używany jest PostgreSQL
    - File::Spec (0.84)
    - File::Temp (any)
    - Template (2.10)
    - Text::Wrap (2001.0131)
    - Mail::Mailer (1.67)
    - MIME::Base64 (3.01)
    - MIME::Parser (5.406)
    - Storable (dowolny)

  - dodatkowe:
    - GD (1.20), Chart::Base (1.0), GD::Graph (dowolny) oraz GD::Text (dowolny) — do tworzenia graficznych raportów o błędach
    - XML::Twig (dowolny) — do interfejsu XML
    - PatchReader (0.9.4) — do wyświetlania łatek w postaci HTML
    - Image::Magick (dowolny) — do konwersji załączników w formacie BMP na PNG